# Oxymycterus
Az Oxymycterus az emlősök (Mammalia) osztályának rágcsálók (Rodentia) rendjébe, ezen belül a hörcsögfélék (Cricetidae) családjába tartozó nem.

## Rendszerezés
A nembe az alábbi 18 faj tartozik:
- Oxymycterus akodontius Thomas, 1921
- Oxymycterus amazonicus Hershkovitz, 1994
- Oxymycterus angularis Thomas, 1909
- Oxymycterus caparoae Hershkovitz, 1998
- Oxymycterus dasytrichus Schinz, 1821
- Oxymycterus delator Thomas, 1903
- Oxymycterus hiska Hinojosa, Anderson, & Patton, 1987
- Oxymycterus hispidus Pictet, 1843
- Oxymycterus hucucha Hinojosa, Anderson, & Patton, 1987
- Oxymycterus inca Thomas, 1900
- Oxymycterus itapeby Peçanha et al. 2019[1]
- Oxymycterus josei Hoffmann, Lessa, & Smith, 2002
- Oxymycterus nasutus (Waterhouse, 1837) - típusfaj
- Oxymycterus paramensis Thomas, 1902
- Oxymycterus quaestor Thomas, 1903
- Oxymycterus roberti Thomas, 1901
- Oxymycterus rufus Fischer, 1814
- Oxymycterus wayku Jayat et al., 2008

## Wilhelm Leche rajzai az Oxymycterus nasutus őrlőfogairól

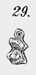
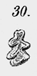